# Eggert Voscherau
Eggert Voscherau (* 11. Mai 1943 in Hamburg) war von 1996 bis 2008 Mitglied des Vorstandes der BASF SE und von 2003 bis 2008 dessen stellvertretender Vorsitzender.

## Leben
Eggert Voscherau ist der Bruder von Henning Voscherau, Sohn des Schauspielers Carl Voscherau und Neffe des Volksschauspielers Walter Scherau (eigentlich Walter Voscherau). Seine Ehefrau Sarah stammt aus England.
Voscherau besuchte die Wirtschaftsoberschule und absolvierte eine kaufmännische Lehre bei Unilever. 1969 trat er in die BASF Aktiengesellschaft ein. 1981 wurde er Mitglied der Geschäftsleitung der BASF Brasileira S.A. 1987 bekam er den Posten als Leiter des Unternehmensbereiches Pflanzenschutz der BASF Aktiengesellschaft. 1991 wurde er Leiter für den Länderbereich Nordamerika im Segment Verbraucherprodukte. 1994 wurde er zusätzlich Leiter Länderbereich Lateinamerika Nord. 1996 berief man ihn zum Mitglied des Vorstands der BASF Aktiengesellschaft. 1998 wurde er Leiter des Ressort II mit den Bereichen Pharma, Pflanzenschutz, Feinchemie, Hauptlabor und der Region Europa. Seit 2003 war er bis zu seinem altersbedingten Ausscheiden stellvertretender Vorsitzender des Vorstands der BASF Aktiengesellschaft. Er war zuletzt Arbeitsdirektor der BASF und Standortleiter für das Werk Ludwigshafen am Rhein. Am 30. April 2009 wurde er zum Aufsichtsratsvorsitzenden der BASF SE gewählt. Er behielt diese Funktion bis zu seinem Ausscheiden am 2. Mai 2014.
Außerdem war Eggert Voscherau Mitglied in der Rürup- und der Hartz-Kommission und von 2002 bis 2004 Präsident des Verbands der Europäischen Chemischen Industrie. Von 2005 bis 2013 war er Präsident des Bundesarbeitgeberverbands Chemie; seine Nachfolgerin wurde Margret Suckale. Er ist auch Vizepräsident der Bundesvereinigung der deutschen Arbeitgeberverbände (BDA).

## Sonstige Funktionen
- 2000–2009 Haftpflichtverband der Deutschen Industrie V.a.G. (HDI), Hannover
- 2002–2007 Vorsitzender der BASF Schwarzheide GmbH, Schwarzheide
- 2003–2009 Aufsichtsratsmitglied der Talanx AG
- 2003–2006 Sprecher der Initiative „Zukunft Rhein-Neckar-Dreieck“
- 2003–2006 Mitglied im Rat für Nachhaltige Entwicklung
- 2005–2007 Vorsitzender des Verwaltungsrats der BASF Antwerpen N.V.
- 2006–2008 Aufsichtsratsmitglied der Deutschen Bahn
- 2006–2009 Aufsichtsratsmitglied der Nord Stream AG[3], Zug, Schweiz (Ostseepipeline)
- –2009 Aufsichtsratsvorsitzender der CropEnergies AG (Südzucker-Gruppe)
- 2008–2010 Aufsichtsratsvorsitzender der Carl Zeiss AG[4]

## Ehrungen
- 2006: Ehrendoktor der Fakultät für Betriebswirtschaftslehre der Universität Mannheim[5]
- 2008: Bundesverdienstkreuz am Bande[6]
- 2008: MRN-Award[7]

## Ehrenämter
- Ehrenmitglied des Vorstands des Vereins Zukunft Metropolregion Rhein-Neckar[8]